# Абсолютно чёрное тело
Абсолю́тно чёрное те́ло (сокращённо АЧТ) — физическое тело, которое при любой температуре поглощает всё падающее на него электромагнитное излучение во всех диапазонах.
Таким образом, у абсолютно чёрного тела поглощательная способность (отношение поглощённой энергии к энергии падающего излучения) равна 1 для излучения всех частот, направлений распространения и поляризаций.
Несмотря на название, абсолютно чёрное тело само может испускать электромагнитное излучение любой частоты и визуально иметь цвет. Более того, как следует из закона Кирхгофа для теплового излучения, АЧТ обладает максимально возможной излучательной способностью. Спектр излучения абсолютно чёрного тела непрерывен и диктуется только температурой. Длина волны спектрального максимума для АЧТ определяется законом смещения Вина. 
Важность абсолютно чёрного тела в теории теплового излучения обусловлена тем, что вопрос о спектре равновесного теплового излучения тел любого цвета и коэффициента отражения сводится методами классической термодинамики к вопросу об излучении абсолютно чёрного тела. К концу XIX века проблема излучения абсолютно чёрного тела вышла на первый план.
Спектральная плотность мощности излучения чёрного тела (мощность, излучаемая с поверхности единичной площади в единичном интервале частот в герцах) задаётся формулой Планка
{\displaystyle R_{\nu }(\nu ,\,T)={\frac {2\pi h\nu ^{3}}{c^{2}}}{\frac {1}{e^{h\nu /kT}-1}}},
где {\displaystyle T} — температура, {\displaystyle h} — постоянная Планка, {\displaystyle c} — скорость света, {\displaystyle k} — постоянная Больцмана, {\displaystyle \nu } — частота электромагнитного излучения.
Среди тел Солнечной системы свойствами абсолютно чёрного тела в наибольшей степени обладает Солнце. Максимум энергии излучения Солнца приходится примерно на длину волны 450 нм, что соответствует температуре наружных слоёв Солнца около 6000 K (если рассматривать Солнце как абсолютно чёрное тело).
Термин «абсолютно чёрное тело» был введён Густавом Кирхгофом в 1862 году.

## Практическая модель абсолютно чёрного тела
Для физических экспериментов и обсуждений, касающихся проблематики абсолютно чёрного тела, используют модельный объект. Он представляет собой кусок непрозрачного материала, имеющий замкнутую полость с изотермическими стенками, к которой ведёт небольшое отверстие. Свет, попадающий внутрь сквозь это отверстие, после многократных отражений будет полностью поглощён, и отверстие снаружи будет выглядеть совершенно чёрным. Но при нагревании этой полости у неё появится собственное видимое излучение. Поскольку излучение, испущенное внутренними стенками полости, прежде чем выйдет (ведь отверстие очень мало), в подавляющей доле случаев претерпит огромное количество новых поглощений и излучений, то можно с уверенностью сказать, что излучение внутри полости находится в термодинамическом равновесии со стенками. (На самом деле, наличие отверстия для этой модели вообще не важно, оно нужно только чтобы подчеркнуть принципиальную наблюдаемость излучения, находящегося внутри; отверстие можно, например, совсем закрыть, и быстро приоткрыть только тогда, когда равновесие уже установилось и проводится измерение.)
Электромагнитное излучение, находящееся в термодинамическом равновесии с абсолютно чёрным телом при данной температуре (например, излучение внутри полости в абсолютно чёрном теле), называется чернотельным (или тепловым равновесным) излучением. Равновесное тепловое излучение однородно, изотропно и неполяризовано, перенос энергии в нём отсутствует, все его характеристики зависят только от температуры абсолютно чёрного тела-излучателя (и, поскольку чернотельное излучение находится в тепловом равновесии с данным телом, эта температура может быть приписана излучению).

## Примеры чёрных тел и чернотельного излучения
Близким к единице коэффициентом поглощения обладают сажа и платиновая чернь. Сажа поглощает до 99 % падающего излучения (то есть имеет альбедо, равное 0,01) в видимом диапазоне длин волн, однако инфракрасное излучение поглощается ею значительно хуже.
Наиболее чёрное из всех известных веществ — изобретённая в 2014 году субстанция Vantablack, состоящая из параллельно ориентированных углеродных нанотрубок, — поглощает 99,965 % падающего на него излучения в диапазонах видимого света, микроволн и радиоволн.
Очень близко по своим свойствам к чернотельному так называемое реликтовое излучение, или космический микроволновой фон — заполняющее Вселенную излучение с температурой около 3 K.
Чернотельным является излучение Хокинга (квантовомеханическое испарение чёрных дыр). Это излучение имеет температуру {\displaystyle T_{\text{BH}}={\frac {hc^{3}}{16\pi ^{2}kGM}}}, где {\displaystyle G} — гравитационная постоянная, а {\displaystyle M} — масса чёрной дыры.

## Законы излучения абсолютно чёрного тела
Под законами излучения подразумеваются зависимости испускательной способности поверхности тела от частоты ({\displaystyle R_{\nu }(\nu )}, Вт/м2/Гц) или длины волны ({\displaystyle R_{\lambda }(\lambda )}, Вт/м2/м) излучения, а также утверждения, касающиеся особенностей таких зависимостей. Вместо испускательной способности может рассматриваться связанная с ней формулой {\displaystyle u=4R/c\,} (где {\displaystyle c} — скорость света) объёмная спектральная плотность излучения (Дж/м3/Гц для {\displaystyle u_{\nu }(\nu )} или Дж/м3/м для {\displaystyle u_{\lambda }(\lambda )}).
Изначально при поиске выражения для закона излучения чёрного тела были применены классические методы, которые дали ряд важных и верных результатов, но полностью решить проблему не позволили. В итоге анализ излучения абсолютно чёрного тела явился одной из предпосылок появления квантовой механики.

### Классические законы

#### Закон Рэлея — Джинса
Попытка описать излучение абсолютно чёрного тела на основе классических принципов термодинамики приводит к закону Рэлея — Джинса (k — постоянная Больцмана, {\displaystyle T} — температура):
{\displaystyle u_{\nu }={\frac {8\pi \nu ^{2}kT}{c^{3}}}},
{\displaystyle u_{\lambda }={\frac {8\pi kT}{\lambda ^{4}}}}.
Формула соответствует эксперименту в длинноволновой области спектра.
Однако, эта формула предполагает неограниченное квадратичное возрастание спектральной плотности с частотой. На практике данный закон означал бы невозможность термодинамического равновесия между веществом и излучением, поскольку согласно ему вся тепловая энергия должна была бы перейти в энергию коротковолнового излучения. Такое гипотетическое явление было названо ультрафиолетовой катастрофой.

#### Первый закон излучения Вина
В 1893 году Вильгельм Вин, воспользовавшись, помимо классической термодинамики, электромагнитной теорией света, вывел следующую формулу:
{\displaystyle u_{\nu }=\nu ^{3}f\left({\frac {\nu }{T}}\right)},
{\displaystyle u_{\lambda }=\lambda ^{-5}f\left({\frac {c}{\lambda T}}\right)},
где f — функция, зависящая исключительно от отношения частоты к температуре. Установить её вид только из термодинамических соображений невозможно.
Первая формула Вина справедлива для всех частот.
Из неё выводится закон смещения Вина (закон максимума) в виде
{\displaystyle \lambda _{max}\sim {\frac {\rm {const}}{T}}},
где {\displaystyle \lambda _{max}} отвечает максимуму функции {\displaystyle u_{\lambda }(\lambda )}. Также можно получить закон Стефана — Больцмана:
{\displaystyle J={\frac {c}{4}}\int u_{\nu }\,d\nu \sim {\rm {const}}\cdot T^{4}},
где {\displaystyle J} — мощность излучения единицы поверхности тела. Константы могут быть оценены из эксперимента. Для теоретического же их определения требуются методы квантовой механики.

#### Второй закон излучения Вина
В 1896 году Вин на основе дополнительных предположений вывел второй закон:
{\displaystyle u_{\nu }=C_{1}\nu ^{3}e^{-C_{2}{\frac {\nu }{T}}}},
{\displaystyle u_{\lambda }=C_{1}\,c^{4}\lambda ^{-5}e^{-C_{2}{\frac {c}{\lambda T}}}},
где C1, C2 — константы. Опыт показывает, что вторая формула Вина справедлива лишь в пределе высоких частот (малых длин волн). Она является частным конкретным случаем первого закона Вина.
Как и в случае закона максимума, константы не могут быть определены только из классических моделей.

### Квантовомеханические законы

#### Закон Планка
По современным представлениям, интенсивность излучения абсолютно чёрного тела в зависимости от частоты и температуры определяется законом Планка:
{\displaystyle u_{\nu }={\frac {8\pi h\nu ^{3}}{c^{3}}}{\frac {1}{e^{h\nu /kT}-1}},\qquad R_{\nu }={\frac {2\pi h\nu ^{3}}{c^{2}}}{\frac {1}{e^{h\nu /kT}-1}}}.
Здесь приведено выражение как для объёмной спектральной плотности энергии {\displaystyle u_{\nu }}, так и для поверхностной спектральной плотности мощности излучения {\displaystyle R_{\nu }}. Это эквивалентно
{\displaystyle u_{\lambda }={8\pi h{c} \over \lambda ^{5}}{1 \over e^{hc/\lambda kT}-1},\qquad R_{\lambda }={2\pi h{c^{2}} \over \lambda ^{5}}{1 \over e^{hc/\lambda kT}-1}},
где те же величины представлены как зависимости от длины волны.
Исходя из формулы Планка можно получить формулу Рэлея — Джинса при {\displaystyle h\nu /kT\ll 1}.
Также было показано, что второй закон Вина следует из закона Планка для больших энергий квантов — и были найдены входящие в закон Вина постоянные C1 и C2. В результате формула второго закона Вина обретает вид
{\displaystyle u_{\nu }={\frac {8\pi h\nu ^{3}}{c^{3}}}e^{-{\frac {h\nu }{kT}}}\quad (h\nu /kT\gg 1)}.
Во всех вышеприведённых выражениях через h обозначена постоянная Планка.

#### Закон смещения Вина
Длина волны, при которой спектральная плотность мощности излучения абсолютно чёрного тела максимальна, определяется законом смещения Вина:
{\displaystyle \lambda _{\text{max}}={\frac {0{,}002898}{T}},}
где {\displaystyle T} — температура в кельвинах, а {\displaystyle \lambda _{\text{max}}} — длина волны, отвечающей максимуму {\displaystyle u_{\lambda }}, в метрах. Числовой множитель получается из формулы Планка.
Если считать, что кожа человека близка по свойствам к абсолютно чёрному телу, то максимум спектра излучения при температуре 36 °C (309 K) лежит на длине волны 9400 нм (в инфракрасной области).

#### Закон Стефана — Больцмана
Закон Стефана — Больцмана гласит, что полная мощность излучения (Вт/м2) абсолютно чёрного тела, то есть интеграл спектральной плотности мощности по всем частотам, приходящаяся на единицу площади поверхности, прямо пропорциональна четвёртой степени температуры тела:
{\displaystyle J=\int R_{\nu }(\nu ,T)\,d\nu =\sigma T^{4}},
где
{\displaystyle \sigma ={\frac {2\pi ^{5}k^{4}}{15c^{2}h^{3}}}={\frac {\pi ^{2}k^{4}}{60\hbar ^{3}c^{2}}}\approx 5{,}670400(40)\cdot 10^{-8}} Вт/(м2·К4) — постоянная Стефана — Больцмана.
Таким образом, абсолютно чёрное тело при {\displaystyle T} = 100 K излучает 5,67 ватта с квадратного метра поверхности. При 1000 K мощность излучения увеличивается до 56,7 киловатта с квадратного метра.
Для нечёрных тел приближённо {\displaystyle J=\epsilon \sigma T^{4}}, где {\displaystyle \epsilon } — степень черноты. Для абсолютно чёрного тела {\displaystyle \epsilon =1}, для других объектов в силу закона Кирхгофа степень черноты равна коэффициенту поглощения {\displaystyle \epsilon =\alpha =1-\rho -\tau }, где {\displaystyle \alpha } — коэффициент поглощения, {\displaystyle \rho } — коэффициент отражения, а {\displaystyle \tau } — коэффициент пропускания. Поэтому для уменьшения лучистого теплопереноса поверхность окрашивают в белый цвет или наносят блестящее покрытие, а для увеличения — затемняют.

## Цветность чернотельного излучения
Цветность чернотельного излучения, или, вернее, цветовой тон излучения абсолютно чёрного тела при его определённой температуре, приведена в таблице:
| Температурный интервал в кельвинах | Цвет             |
| ---------------------------------- | ---------------- |
| до 1000                            | Красный          |
| 1000—2000                          | Оранжевый        |
| 2000—3000                          | Жёлтый           |
| 3000—4500                          | Бледно-жёлтый    |
| 4500—5500                          | Желтовато-белый  |
| 5500—6500                          | Чисто белый      |
| 6500—8000                          | Голубовато-белый |
| 8000—15000                         | Бело-голубой     |
| 15000 и более                      | Голубой          |

Цвета даны в сравнении с рассеянным дневным светом (D65). Реально воспринимаемый цвет может быть искажён адаптацией глаза к условиям освещения. Видимый цвет чёрных тел с разной температурой также представлен на диаграмме в начале статьи.

## Термодинамика чернотельного излучения
В термодинамике равновесное тепловое излучение рассматривают как фотонный газ, состоящий из электронейтральных безмассовых частиц, заполняющий полость объёмом V в абсолютно чёрном теле (см. раздел «Практическая модель»), с давлением P и температурой T, совпадающей с температурой стенок полости. Для фотонного газа справедливы следующие термодинамические соотношения:
| {\displaystyle P={\frac {a}{3}}T^{4},} | (Термическое уравнение состояния) |

| {\displaystyle U=aVT^{4},} | (Калорическое уравнение состояния для внутренней энергии) |

| {\displaystyle U=aV\left({\frac {3S}{4aV}}\right)^{4/3},} | (Каноническое уравнение состояния для внутренней энергии) |

| {\displaystyle H=\left({\frac {3P}{a}}\right)^{1/4}S,} | (Каноническое уравнение состояния для энтальпии) |

| {\displaystyle F=-{\frac {1}{3}}aVT^{4},} | (Каноническое уравнение состояния для потенциала Гельмгольца) |

| {\displaystyle G=0,} | (Каноническое уравнение состояния для потенциала Гиббса) |

| {\displaystyle \Omega =-{\frac {1}{3}}\alpha VT^{4},} | (Каноническое уравнение состояния для потенциала Ландау) |

| {\displaystyle \mu =0,} | (Химический потенциал) |

| {\displaystyle S={\frac {4a}{3}}VT^{3},} | (Энтропия) |

| {\displaystyle C_{V}=4aVT^{3},} | (Теплоёмкость при постоянном объёме) |

| {\displaystyle C_{P}=\infty ,} | (Теплоёмкость при постоянном давлении) |

| {\displaystyle \gamma =\infty ,} | (Показатель адиабаты) |

| {\displaystyle S={\text{const}},\quad VT^{3}={\text{const}},\quad PV^{4/3}={\text{const}}.} | (Уравнения адиабаты) |

Для большей компактности в формулах использована радиационная постоянная a вместо постоянной Стефана — Больцмана σ:
| {\displaystyle a={\frac {4\sigma }{c}},} | (Радиационная постоянная) |

где c — скорость света в вакууме.
Фотонный газ представляет собой систему с одной термодинамической степенью свободы.
Давление фотонного газа не зависит от объёма, поэтому для фотонного газа изотермический процесс (T = const) является одновременно и изобарным процессом (P = const). С повышением температуры давление фотонного газа растёт очень быстро, достигая 1 атмосферы уже при T = 1,4⋅105 K, а при температуре 107 K (температура центра Солнца) давление достигает значения 2,5⋅107 атм (2,5⋅1012 Па). Величина теплоёмкости излучения становится сравнимой с величиной теплоёмкости одноатомного идеального газа лишь при температурах порядка миллионов кельвинов.
Представление о температуре излучения было введено Б. Б. Голицыным (1893).